# Commune fusionnée de Irrel
La commune fusionnée de Irrel est une municipalité allemande située dans le land de Rhénanie-Palatinat et l'arrondissement d'Eifel-Bitburg-Prüm.

Localisation de la Verbandsgemeinde de Irrel dans l'arrondissement d'Eifel-Bitburg-Prüm